# Laportea
Genre
Classification APG III (2009)
Laportea est un genre de plantes à fleurs de la famille des Urticaceae (comprenant les orties). Ce sont des plantes herbacées.

## Espèces
- Laportea aestuans (L.) Chew
- Laportea canadensis (L.) Weddell
- Laportea cuneata (A.Rich.) Chew
- Laportea interrupta (L.) Chew
- Laportea urentissima Gagnep